# 進歩性
特許法において、進歩性（しんぽせい、inventive step、inventiveness）とは、発明が、先行技術に基づいてその技術分野の専門家が容易に成し遂げることができたものではないことをいう。発明について特許を受けるための要件の一つである。

## 判断基準
発明の進歩性を判断するにあたっては、何を先行技術として、いつ、誰にとって容易に成し遂げることができたことをもって容易とするのが問題となる。

### 何を先行技術とするか
何を先行技術とするかについては、新規性における先行技術と同様の問題がある。審査対象の発明の完成時の先行技術か、出願時の先行技術か、世界公知か、ある特定の国内公知か、といった問題である。

### いつ
進歩性とは、いつ、容易に成し遂げることができたものではないことをいうのか、という問題がある。特許出願された発明が完成された時か、出願がされた時か、が問題である。出願がされた時とする国が多数派である。

### だれにとって
進歩性とは、誰にとって、容易に成し遂げることができたものではないことをいうのか、については、その技術分野の専門家にとって、とするのが各国の例であるが、その技術分野の専門家たちの技術水準が人によって様々であることは明らかであるので、どの専門家か、という問題がある。
一般には、その技術分野において通常の創作能力を発揮できる架空の人物を想定する。これを当業者（とうぎょうしゃ、a person skilled in the art）と呼ぶ。それでもなお、どの程度の創作能力を持つ当業者を想定するのか、という問題がある。
どの程度の創作能力を持つ当業者を想定するのか、すなわちどの程度の容易さをもって容易とするのか、を法律の規定のみによって定めることは困難と考えられる。そこで、進歩性の判断には、各国の特許庁の審査基準や各国の裁判所の判決が重要になる。

## 日本
日本の特許法によれば、世界公知の公知公用技術および世界公知の文献公知技術を先行技術として、出願時を基準として、「その発明の属する技術の分野における通常の知識を有する者」にとって容易に発明することができた場合に進歩性が否定される（特許法第29条第2項）。
日本国特許庁が定めた『特許・実用新案審査基準』は、進歩性判断の手順を示している。それによれば、審査官が調査した結果選択した一文献に記載された従来の発明（引用発明）と審査対象の発明（本願発明）とを対比し、一致点と相違点を明らかにしたうえで、引用発明をもとにして当業者が本願発明を容易に想到できたことの論理付けができる場合に、本願発明の進歩性を否定するとしている。
髙部眞規子弁護士は「進歩性を考える」という論考で進歩性に関する裁判例を系統的に紹介している。

### 顕著な効果
化学、生命科学などの技術分野では進歩性を判断するときに、発明の効果が影響を与えるが、発明の効果をどのように考えるかという点については、独立要件説、二次的考慮説などの学説が提唱されている。
最高裁判所令和元年8月27日第三小法廷判決（平成30年（行ヒ）第69号）審決取消請求事件は、進歩性判断における顕著な効果について判示しているが、この判決は、独立要件説の立場から説明することもできるし、二次的考慮説の立場からも説明することができる。

### 選択発明
知財高裁大合議判決（平成30年4月13日、ピリミジン事件）では、進歩性の判断について、下記のように判示する。
進歩性に係る要件が認められるかどうかは，特許請求の範囲に基づいて特許出願に係る発明（以下「本願発明」という。）を認定した上で，同条１項各号所定の発明と対比し，一致する点及び相違する点を認定し，相違する点が存する場合には，当業者が，出願時（又は優先権主張日。以下「３ 取消事由１について」において同じ。）の技術水準に基づいて，当該相違点に対応する本願発明を容易に想到することができたかどうかを判断することとなる。このような進歩性の判断に際し，本願発明と対比すべき同条１項各号所定の発明（以下「主引用発明」といい，後記「副引用発明」と併せて「引用発明」という。）は，通常，本願発明と技術分野が関連し，当該技術分野における当業者が検討対象とする範囲内のものから選択されるところ，同条１項３号の「刊行物に記載された発明」については，当業者が，出願時の技術水準に基づいて本願発明を容易に発明をすることができたかどうかを判断する基礎となるべきものであるから，当該刊行物の記載から抽出し得る具体的な技術的思想でなければならない。そして，当該刊行物に化合物が一般式の形式で記載され，当該一般式が膨大な数の選択肢を有する場合には，当業者は，特定の選択肢に係る具体的な技術的思想を積極的あるいは優先的に選択すべき事情がない限り，当該刊行物の記載から当該特定の選択肢に係る具体的な技術的思想を抽出することはできない。

したがって，引用発明として主張された発明が「刊行物に記載された発明」であって，当該刊行物に化合物が一般式の形式で記載され，当該一般式が膨大な数の選択肢を有する場合には，特定の選択肢に係る技術的思想を積極的あるいは優先的に 選択すべき事情がない限り，当該特定の選択肢に係る具体的な技術的思想を抽出す ることはできず，これを引用発明と認定することはできないと認めるのが相当である。 

## 韓国
韓国の特許法によれば、出願時を基準として、「その発明が属する技術分野で通常の知識を持つ者」（그 發明이 속하는 技術分野에서 통상의 知識을 가진 者）にとって容易に発明することができた場合に進歩性が否定される（特許法第29条第2項）。

## 中国
中国の特許法によれば、発明について特許を受けるためには創造性が必要であり、創造性（创造性）とは、出願日前に存在する技術に比べ、突出した実質的特徴と顕著な進歩があること（同申请日以前已有的技术相比，该发明有突出的实质性特点和显著的进步）とされる（中华人民共和国专利法第22条）。
この創造性が進歩性に対応する要件と考えられる。しかし、創造性は「際立った実質的特徴と顕著な進歩」として積極的に定義されるのに対し、進歩性は一般に「当業者によって容易になし得たものではないこと」として消極的に定義されるので、創造性と進歩性を同一視することはできないかもしれない。

## 台湾
台湾の特許法では、発明がその所属する技術領域において通常の知識を具有する者によって出願前の先行技術に依拠して容易に完成できたとき（為其所屬技術領域中具有通常知識者依申請前之先前技術所能輕易完成時）には、その発明について特許を受けることができないとしている（專利法第22條）。

## 米国
米国の特許法における非自明性（non-obviousness）が進歩性に相当する概念である。合衆国法典第35巻第103条には、「特許を受けようとする発明の主題と先行技術との相違が全体としてそれに属する技術分野において通常の技術を有する者にその発明がなされた時点において自明であったと考えられる場合」（if the differences between the subject matter sought to be patented and the prior art are such that the subject matter as a whole would have been obvious at the time the invention was made to a person having ordinary skill in the art to which said subject matter pertains）は特許を受けることができないと定められている。当然、本条を満たすからといって非自明性が必ず肯定される訳ではない（歴史的な経緯から、Graham最高裁判決、TSMテスト、KSR最高裁判決などを参照のこと（en:Inventive step and non-obviousness））。

## 欧州
欧州の特許法では、技術水準を考慮したときその技術分野の専門家にとって自明でない場合（if, having regard to the state of the art, it is not obvious to a person skilled in the art）には、発明に進歩性があるとする（欧州特許条約第56条）。当然、本条を満たすからといって進歩性が必ず肯定される訳ではない（たとえば、欧州特許庁の審査実務の基本的なガイドラインに含まれる、Problem-SolutionアプローチやCould-Wouldアプローチなどを参照のこと（en:Inventive step and non-obviousness））